# Miroslav Manolov
Miroslav Manolov Manolov (in bulgaro Мирослав Манолов Манолов?; Sopot, 20 maggio 1985) è un ex calciatore bulgaro, di ruolo attaccante.

## Carriera
Ha giocato nella massima serie dei campionati bulgaro e rumeno.

## Palmarès

### Club

#### Competizioni nazionali
- Supercoppa di Bulgaria: 1

CSKA Sofia: 2006